# Parema caudata
Parema caudata là một loài tò vò trong họ Ichneumonidae.